# Swearingen Merlin
El Swearingen Merlin o Fairchild Aerospace Merlin es un avión de negocios producido entre 1965 y 1998, primero por Swearingen Aircraft y después por Fairchild.

## Diseño y desarrollo
El Merlin fue una evolución de los programas de modificación anteriores realizados por Swearingen Aircraft. Ed Swearingen inició los desarrollos que llevaron al Merlin a través de modificaciones graduales a los aviones de negocios Beechcraft Twin Bonanza y Queen Air, que él llamó Excalibur. Luego se desarrolló un avión híbrido, con un nuevo fuselaje y una aleta vertical, acoplados a las alas Queen Air y colas horizontales, y el tren de aterrizaje Twin Bonanza. Este era el SA26 Merlin, más o menos un Excalibur presurizado pero equipado con un motor de modelo diferente, el Lycoming TIGO-540 de 6 cilindros del motor de pistón engranado. El TIGO 540 se utilizó a pesar de que una de las razones por las que se utilizó el IO-720 en el Excalibur fue que los motores IGSO-480 e IGSO-540 de la serie Queen Air del mismo fabricante eran tan problemáticos. La decisión se hizo pronto para ofrecer una mayor potencia del motor, que se logró mediante la instalación de dos Pratt & Whitney Canadá PT6A-20 turbopropulsores, lo que resulta en el SA26-T Merlin IIA.

## Historia operacional

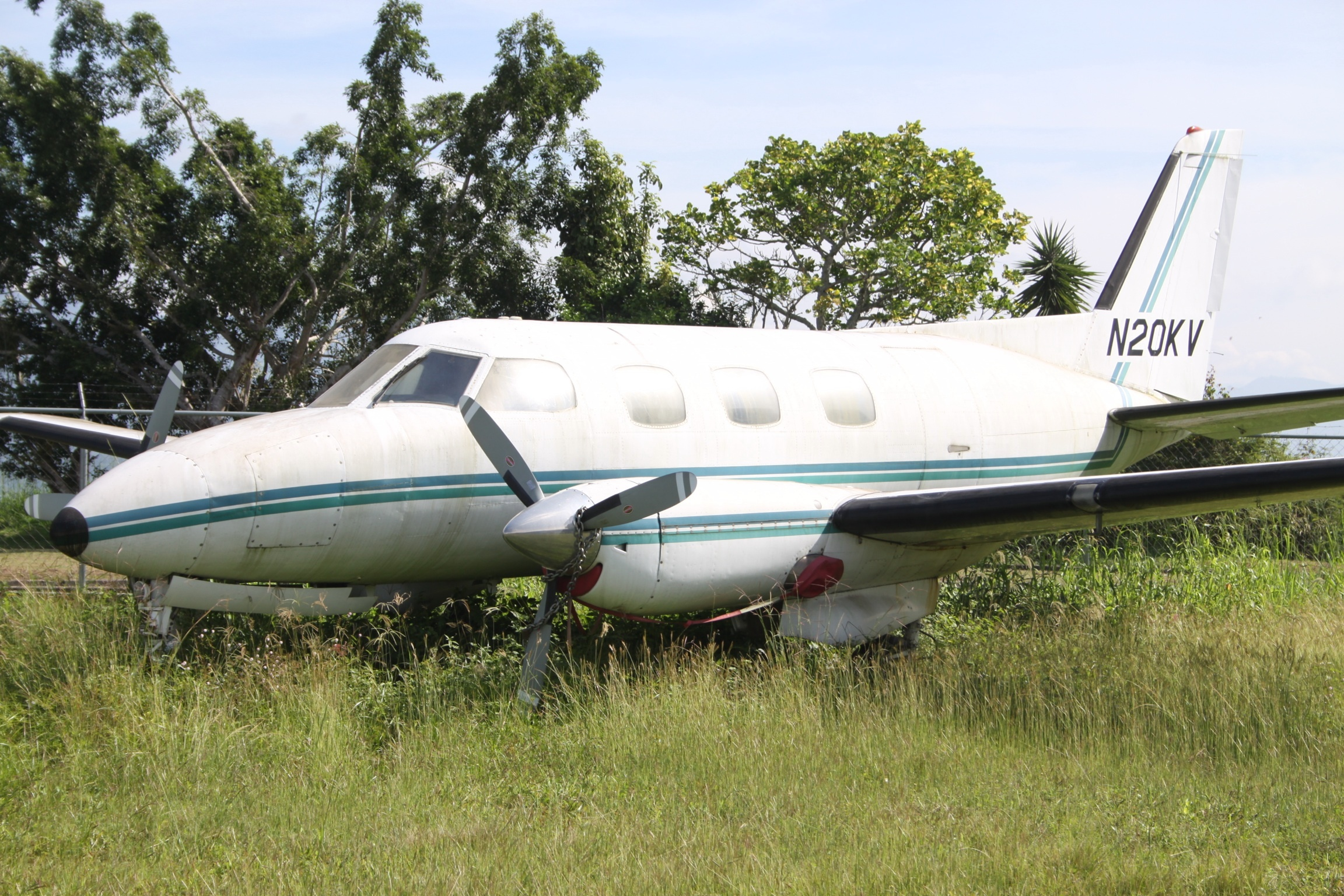
SA26T Merlin IIB.

El prototipo IIA salió al aire por primera vez el 13 de abril de 1965, unos quince meses después de la competición Beech Modelo 65-90 King Air (que también se derivó del modelo 65 Queen Air). 36 Merlin IIA fueron construidos antes de un modelo de seguimiento con Garrett TPE331-1 motores llamados SA26-AT Merlin IIB entró en la producción después de AiResearch fue designado como distribuidor para el tipo. El TPE-331 se convirtió en el motor definitivo de todos los Merlins de producción posterior y los Metros de fuselaje más largos que iban a seguir. El Departamento Australiano de Aviación Civil (ahora la Autoridad de Seguridad de la Aviación Civil) recibió cuatro Merlin IIB en 1969 y los operó durante casi quince años. Los Merlin IIAs y IIBs eran visualmente todavía obviamente derivados del Queen Air, presentando como lo hicieron Queen Air colas y alas con las mismas nacelles de motor de piso plano como la Excalibur Queen Airs; el airstair en el mismo lugar y del mismo diseño general que el aire de la reina; y la nariz siendo especialmente similar, de la misma forma general con paneles de acceso del mismo tamaño, forma y localización que los del Queen Air.
Estas similitudes visuales terminaron con el siguiente modelo, el SA226-T Merlin III, que se puso en producción en febrero de 1972 después de 87 Merlin IIB construido. Esto tenía nuevas alas y nacelles del motor con los motores invertidos Garrett de la entrada (esto otra vez que se convierte en una característica que define de todos los modelos subsecuentes de la producción), nuevo tren de aterrizaje con dos ruedas en cada pierna, una cola horizontal rediseñada montada en la aleta vertical en vez del fuselaje como en modelos anteriores y una nariz más rediseñada con espacio para un compartimento de equipaje, así como la aviónica que se encuentra en las narices de los aviones de la serie Merlin II. Todos estos cambios de diseño provienen del diseño del Metro, que estaba en desarrollo a finales de los años sesenta.
El SA226-TC Metro era más o menos un nuevo diseño, conceptualmente un tramo del Merlin II (que se parecía superficialmente) clasificado para llevar 22 pasajeros. La construcción del prototipo del Metro comenzó en 1968 y el primer vuelo fue el 26 de agosto de 1969. Los motores estándar ofrecidos eran dos turbopropulsores TPE331-3UW con hélices de tres palas. También se comercializó una versión corporativa llamada SA226-AT Merlin IV, y en un principio las ventas de esta versión eran aproximadamente el doble de la del Metro. Sin embargo, estas ventas no fueron inmediatas, ya que la compañía se vio afectada financieramente por el desarrollo del prototipo del Metro y carecía de los fondos para prepararse para la producción. Esta situación fue rectificada a finales de 1971 cuando Ed Swearingen acordó vender el 90% de la empresa a Fairchild; la empresa fue renombrada Swearingen Aviation Corporation.
A finales de 1972, se habían construido seis Merlin IV y la producción se había ido acumulando paralelamente a la producción simultánea del fuselaje corto Merlin III. En 1974, los modelos originales Merlin IV y Metro fueron sustituidos por el SA226-AT Merlin IVA y el SA226-TC Metro II después de aproximadamente 30 Merlin IVs y unos 20 Metros habían sido construidos. Entre los cambios realizados se encuentran las ventanas rectangulares grandes y ovaladas que reemplazan las ventanas circulares de los primeros aviones, y la disposición opcional para un pequeño cohete JATO/RATO (Rocket Assisted Take-Off, «Despegue Asistido por Cohete») en el cono de la cola, ofreciéndose esto para mejorar el rendimiento del despegue de los aeródromos "calientes y altos". En el mismo año, el Merlin III fue sustituido por el SA226-T Merlin IIIA, con una ventana extra en el lado derecho de la cabina y una pequeña ventana detrás de la airstair en cada lado del fuselaje. Los clientes del Merlin IIIA incluyeron la Fuerza Aérea Argentina, el Ejército Argentino y la Fuerza Aérea Belga.

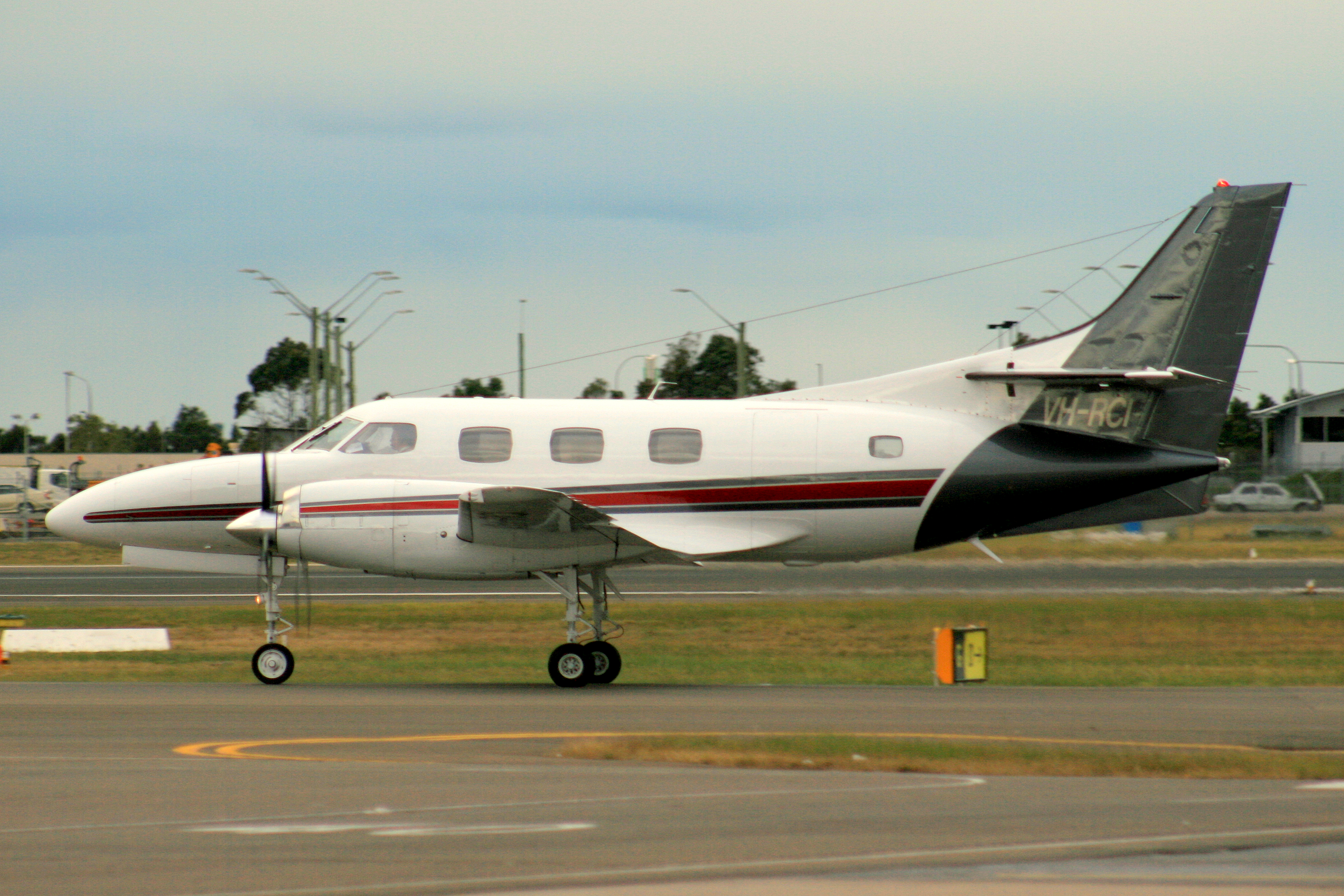
SA227-TT Merlin IIIC.

En enero de 1979 la producción del Merlin IIIA terminó a favor del SA226-T (B) Merlin IIIB. El IIIB difería principalmente por los motores TPE331-10U de mayor potencia de conducción de cuatro palas hélices girando en la dirección opuesta a los de los modelos anteriores. El SA227-TT Merlin IIIC fue el siguiente, introducido simultáneamente con el SA227-AC Metro III (el primer Metro III era Fairchild c/n AC-420 y el primer Merlin IIIC era c/n TT-421, El Metro y el Merlin en esta etapa fueron numeradados consecutivamente con diferentes prefijos para indicar los diferentes tipos), y la versión Merlin IVC SA227-AT del Metro III seguido poco después (el primer Merlin IVC fue c/n AT-423). El Merlin IIIC fue un rediseño para incorporar cambios estructurales y otros cambios, pero fue visualmente el mismo que el Merlin IIIB, el rediseño que tiene lugar para hacer que la aeronave cumpla con el Reglamento Especial de Aviación Federal 41 (SFAR-41). La versión de Merlin IVC fue certificada inicialmente en 1980 en hasta 6,350 kilogramos este aumentando a 6,577 kilogramos mientras que los motores y las estructuras fueron aumentados. Una opción para ir tan alto como 7,257 kilogramos se ofreció. Otras mejoras incorporadas en el Merlin IVC fueron un aumento de 3,05 metros en el alcance de las alas (logrado por el simple expediente de quitar las puntas de las alas del ala de Metro II, atornillar una extensión al extremo de cada ala y montar una nueva punta de ala , rediseñado para reducir el arrastre), motores TPE331-11U con carcasas de motor rediseñadas de "acceso rápido" y propulsores de cuatro palas como en el Merlin IIIB, y otras modificaciones de fuselaje que reducen el arrastre, incluyendo puertas de tren de aterrizaje que cierran después de que el engranaje esté extendido. El Ejército de los Estados Unidos]] compró un Merlin IVC de segunda mano y lo operó como el UC-26C solitario.
Hacia el final de la producción de las variantes de fuselaje corto del Merlin, se ofrecieron winglets opcionales. Diez de los últimos 25 SA227-TT fueron construidos con los winglets como Merlin 300. La producción de Merlin de fuselaje corto finalizó en 1983 con la construcción del Merlin IIIC c/n TT-541. El último Merlin IVC (c/n AT-695B) fue construido en 1987 y la producción del Metro terminó en 1998.

## Variantes

### Variantes civiles
SA26 Merlin
Prototipo con motores de pistón.
SA26-T Merlin II
Prototipo remotorizado con turbohélices PT6A.
SA26-T Merlin IIA
Versión de producción del Merlin II con motores PT6A-20.
SA26-T Merlin IIB
Similar al IIA pero con motores TPE331-1-151G.
SA226-T Merlin III
Merlin II con fuselaje nuevo y alas, tren de aterrizaje y cola de Metro incorporados; y motores TPE331-3U-303G.
SA226-T Merlin IIIA
Actualización del Merlin III, los cambios incluyen ventanas extra.
SA226-T(B) Merlin IIIB
Actualización del Merlin IIIA, los cambios incluyen motores TPE331-10U-503G con hélices de cuatro palas y cambios de sistemas y revisión de interiores y aire acondicionado.
SA227-TT Merlin IIIC
Rediseño para cumplir con la norma SFAR-41.
SA227-TP Merlin IIID
Merlin IIIC propuesto con motores PT6A.
SA227-TT Merlin 300
Merlin IIIC equipado con winglets.
SA226-AT Merlin IV
Versión corporativa de 21 plazas del Metro, con dos motores TPE331-3U-303G.
SA226-AT Merlin IVA
Merlin IV con cambios menores, especialmente con ventanas de cabina rectangulares ovaladas en lugar de ventanas redondas; versión corporativa de Metro II.
SA227-AT Merlin IVC
Versión corporativa de Metro III con mayor peso máximo de despegue en comparación con Metro III. También construido como la versión del carguero de Expediter sin las ventanas de la cabina.

### Variantes militares
C-26
Designación de las Fuerzas Armadas de los Estados Unidos para los Metroliner. No fue oficialmente denominado así por dichas fuerzas.
UC-26C
Versión de segunda mano del Merlin IVC construida en 1983 y usada por el Ejército de los Estados Unidos por muchos años con el número de serie 89-1471.

## Operadores militares
Argentina
- Ejército Argentino[4]
- Fuerza Aérea Argentina[4]

 Bélgica
- Fuerza Aérea Belga[4]

 Estados Unidos

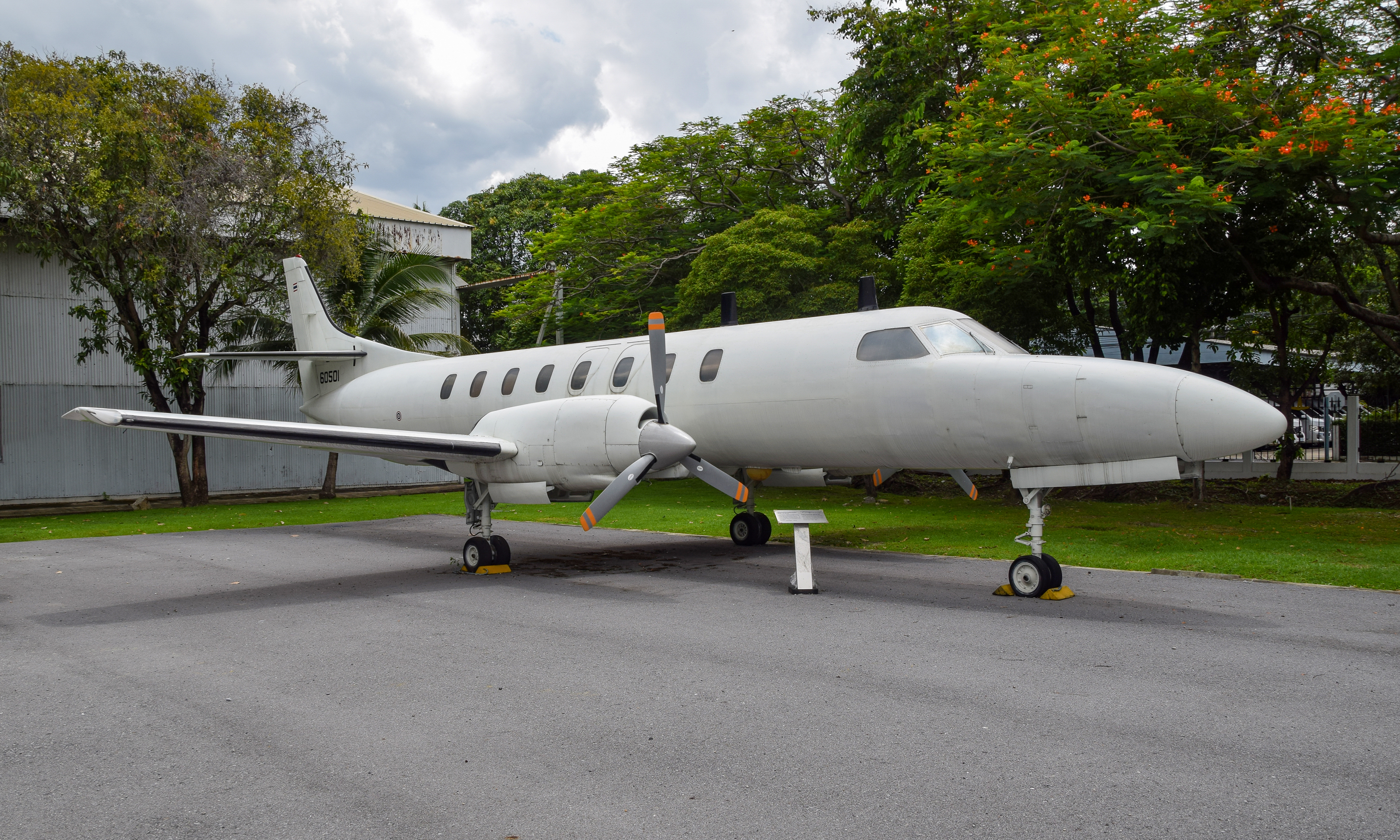
SA226-AT Merlin IVA con la Real Fuerza Aérea Tailandesa

- Fuerza Aérea de los Estados Unidos

 Sudáfrica
- Fuerza Aérea Sudafricana[4]

 Suecia
- Fuerza Aérea Sueca

 Tailandia
- Real Fuerza Aérea Tailandesa[4]

## Especificaciones (Merlin IIIC)
Referencia datos: Jane's All The World's Aircraft 1982–83

### Características generales
- Tripulación: Dos (piloto y primer oficial)
- Capacidad: Más de 9 pasajeros
- Longitud: 12,9 m (42,2 ft)
- Envergadura: 14,1 m (46,3 ft)
- Altura: 5,1 m (16,8 ft)
- Superficie alar: 25,8 m² (277,5 ft²)
- Perfil alar: NACA 652A215 la encastre alar; 642A415 en la punta alar
- Peso vacío: 3696 kg (8146 lb)
- Peso máximo al despegue: 6001 kg (13 226,2 lb)

### Rendimiento
- Velocidad máxima operativa (Vno): 556 km/h (345 MPH; 300 kt)
- Velocidad de entrada en pérdida (Vs): 171 km/h (106 MPH; 92 kt)
- Alcance: 3591 km (1939 nmi; 2231 mi) con 12 pasajeros a 7925 m
- Alcance en ferry: 4149 km (2240 nmi; 2578 mi)
- Techo de vuelo: 8230 m (27 001 ft)
- Régimen de ascenso: 13,5 m/s (2657 ft/min)